# Magnolienhain (Aschaffenburg)

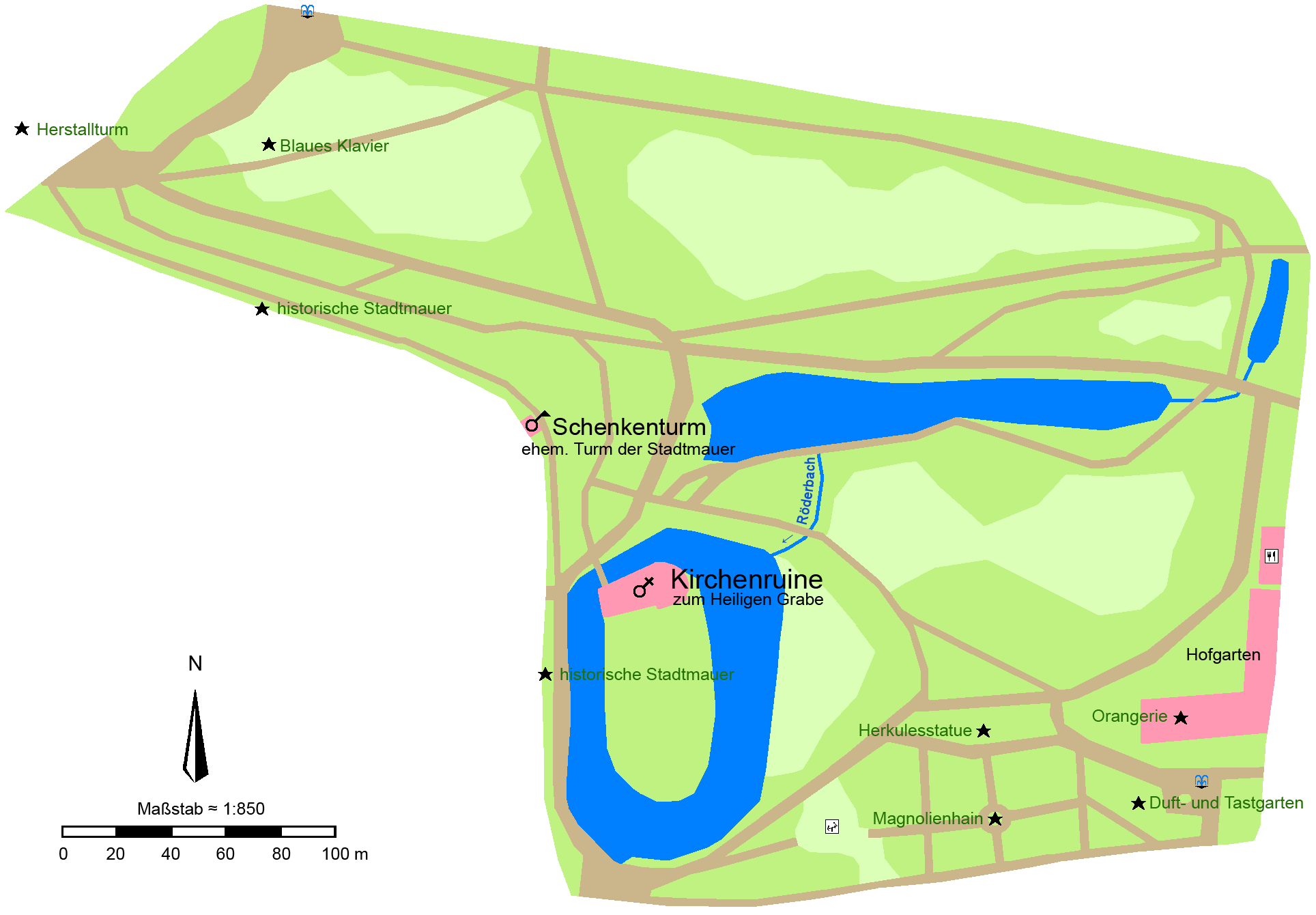
Karte des Parkes Schöntal, unten der Magnolienhain

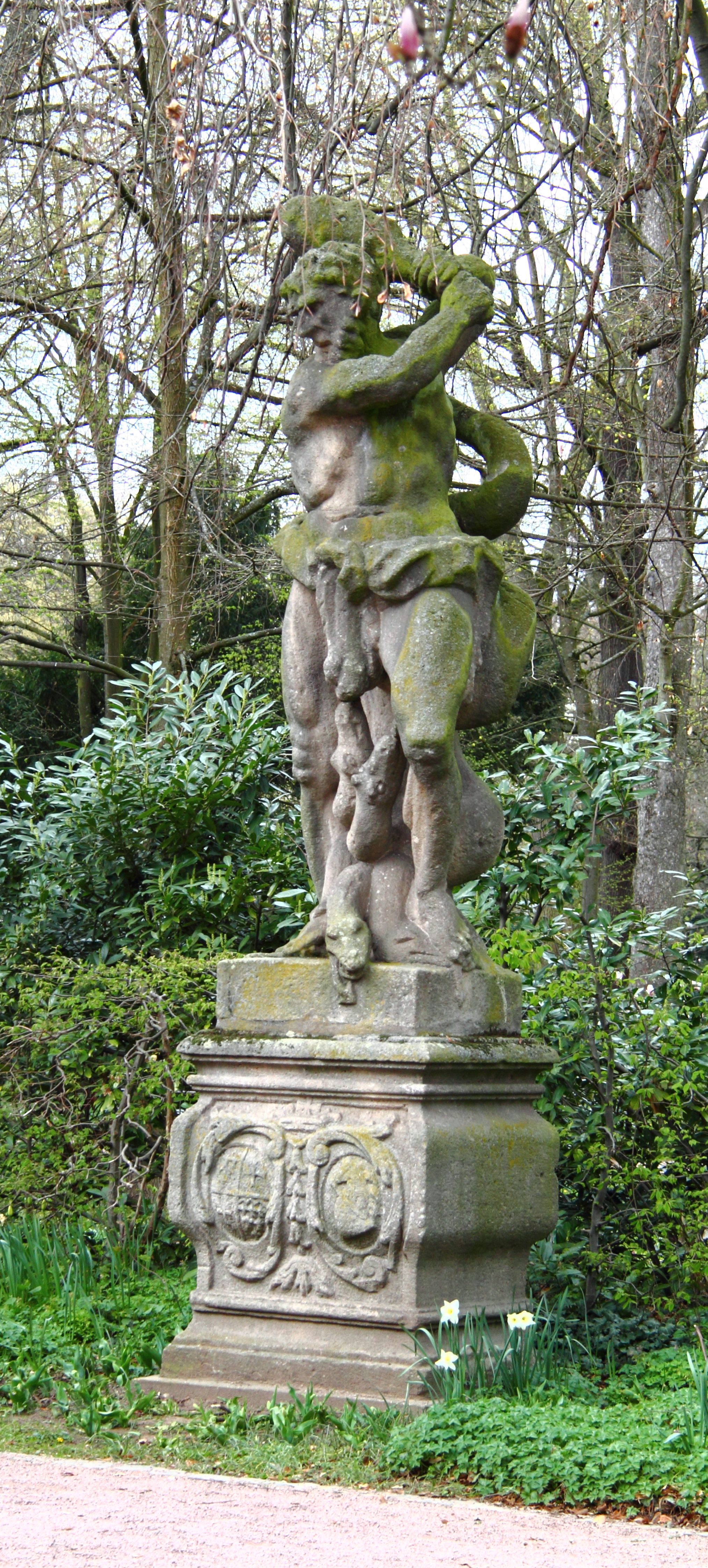
Herkules-Statue an der Nordseite des Magnolienhains

Der Magnolienhain in Aschaffenburg ist der größte Magnolienhain Bayerns und einer der größten Deutschlands. Die Fläche des heutigen Hains wurde in Verbindung mit einer zwischen 1784 und 1787 errichteten Orangerie (heute als Restaurant und Kabarett-Theater genutzt) für eine botanische Pflanzensammlung angelegt und bestand 1810 in vier mit Bäumen umrandeten Karrees um ein zentrales Rondell. Am Nordrand verlief zwischen zwei Reihen von Pflanzkübeln eine Promenade. 1821 befand sich dort ein Botanischer Garten. Heute sind die Karrees mit 42 Tulpen-Magnolien, wohl der Sorte Alexandrina, bepflanzt. 
Der Magnolienhain befindet sich am südlichen Rand des Parkes Schöntal, nahe der historischen Altstadt an der Würzburger Straße. Den Nordrand des Hains zierte dort, wo heute eine steinerne Herkules-Statue steht, bis zur Errichtung eines Kriegerdenkmals 1936 eine Flora-Statue. Das Jägerehrenmal, ein Werk des Architekten Ferdinand Keilmann und des Bildhauers  Otto Gentil, auf dem ein aus Muschelkalk vollplastisch ausgearbeiteter Reichsadler mit Hakenkreuz im Eichelkranz saß, war über eine schmale Treppe mit doppeltlangen Stufen von der Würzburger Straße aus erschlossen. Da diese Stufen jeweils nur mit zwei Schritten und damit hinkend überwunden werden konnten, wurde die Treppe mit Joseph Goebbels assoziiert. Diese Art Ehrenhain wurde 1946 samt dem „Goebbelstreppchen“ beseitigt und das Rondell wieder hergestellt. 

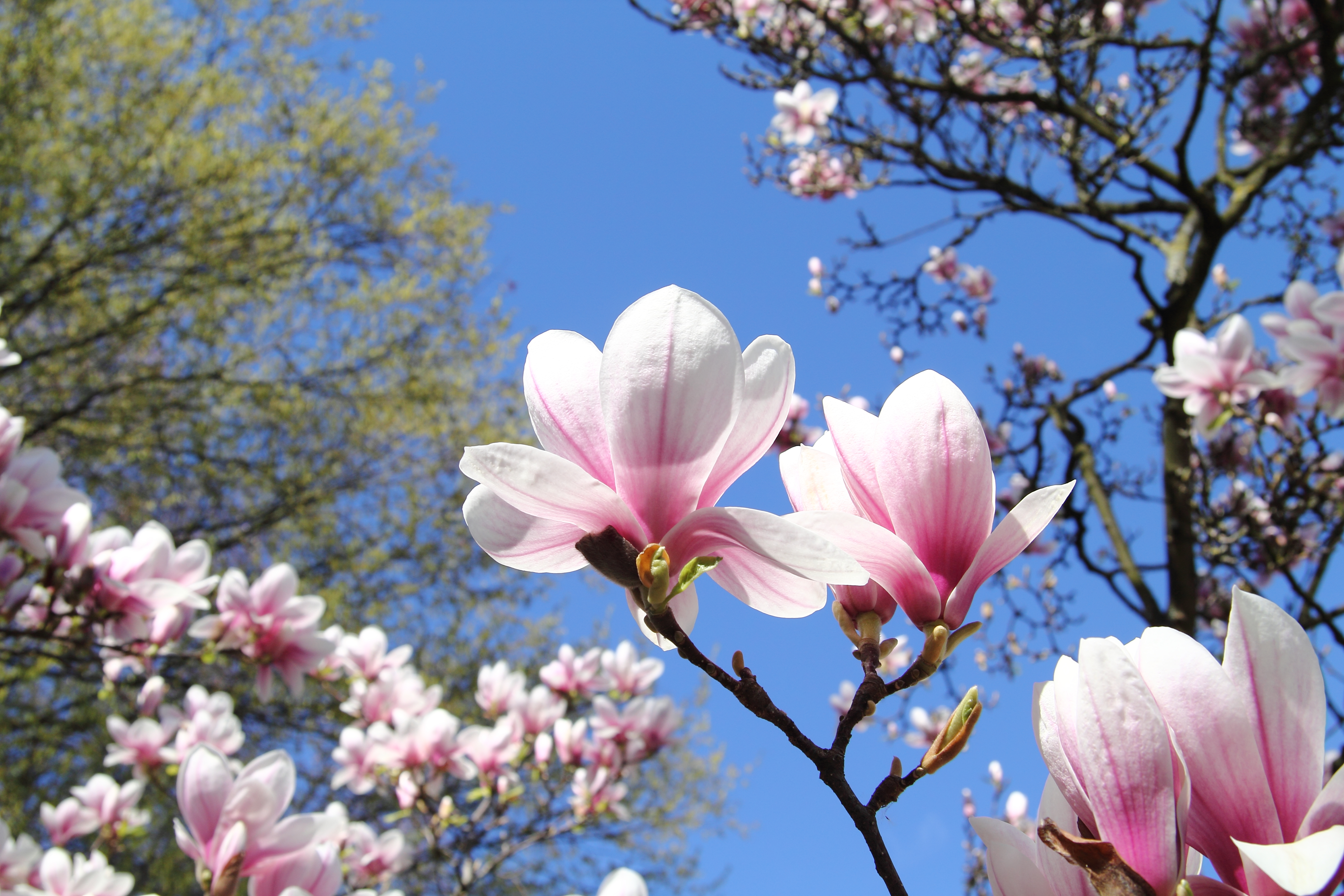
Fotogalerie der Magnolienblüte 2014
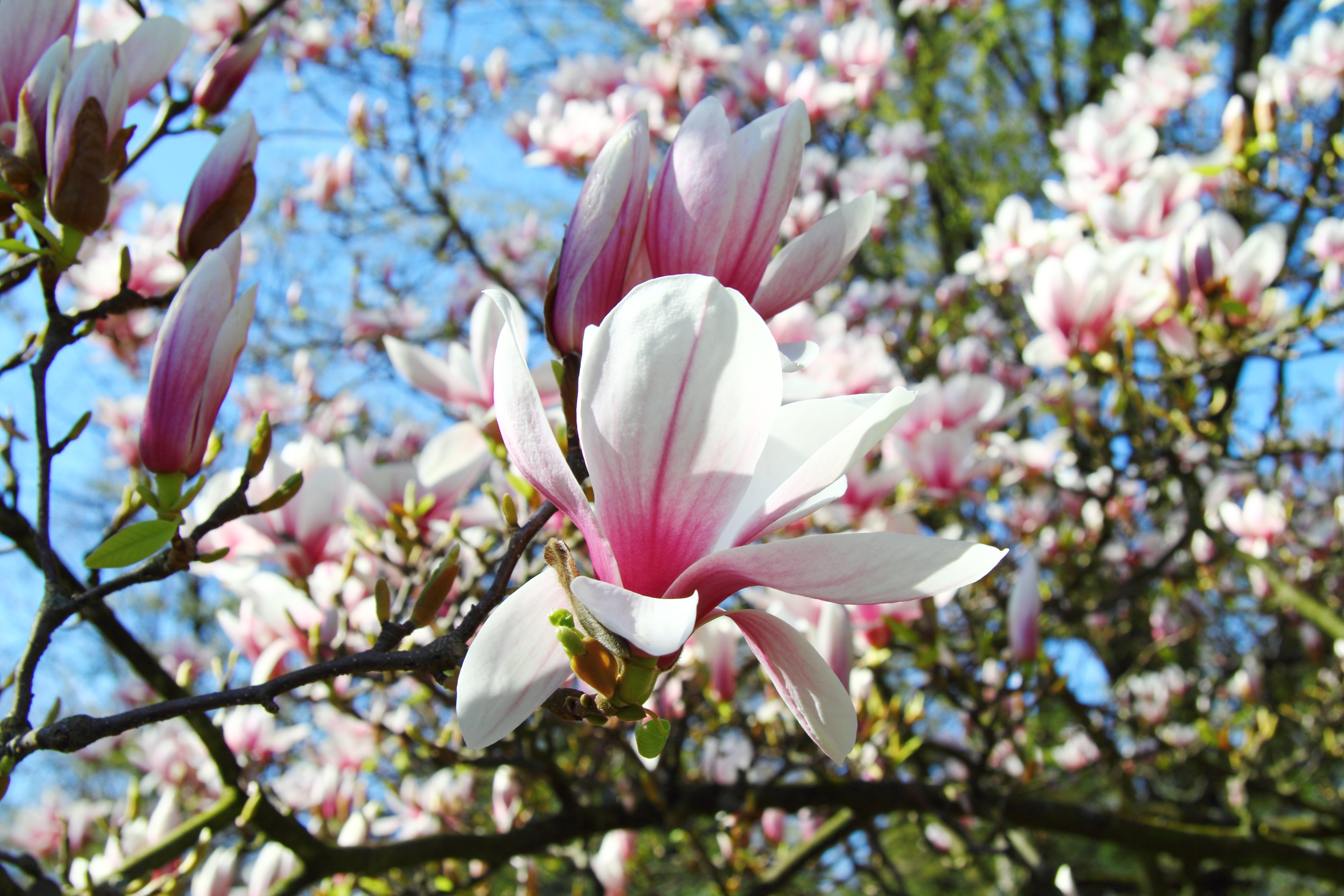
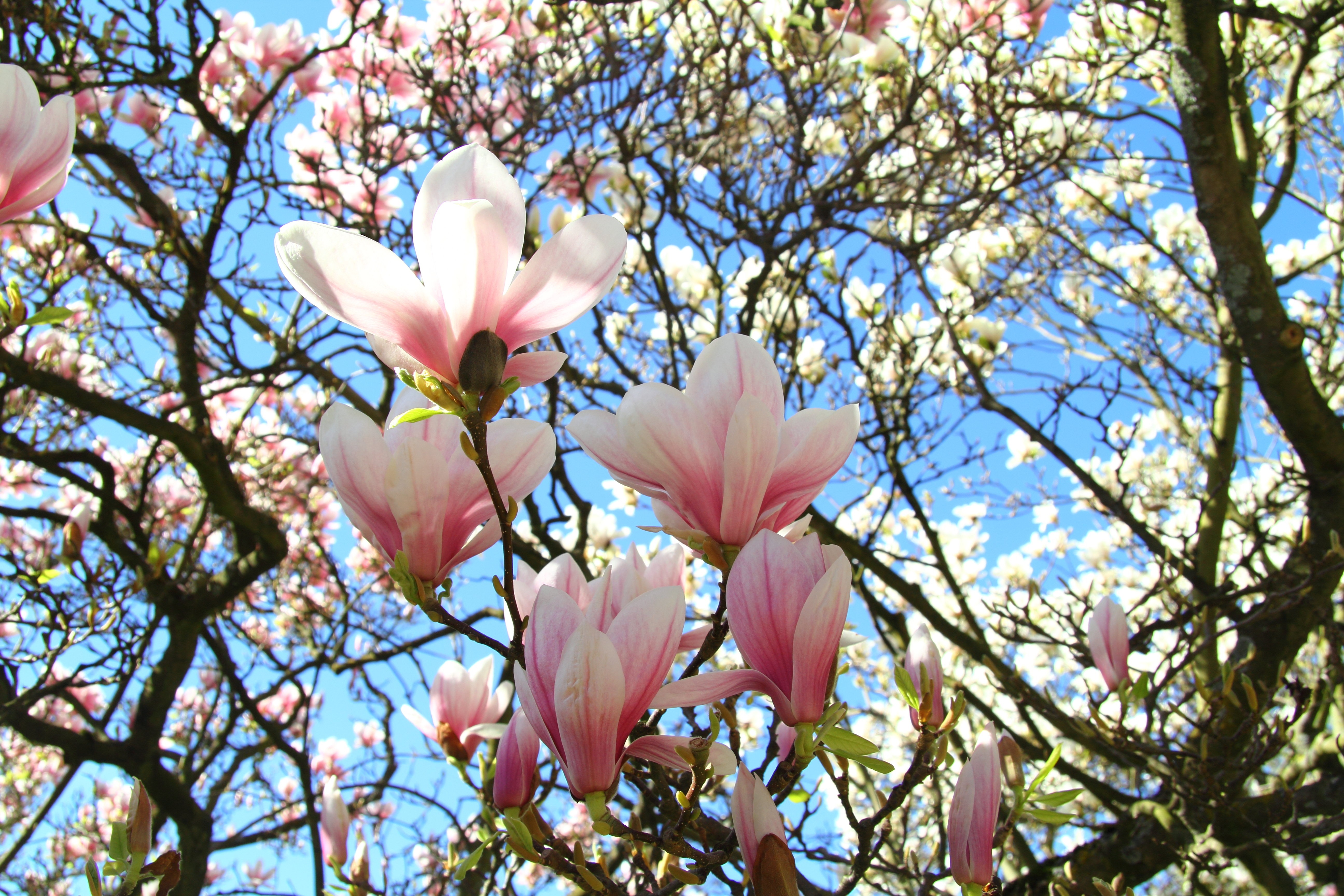
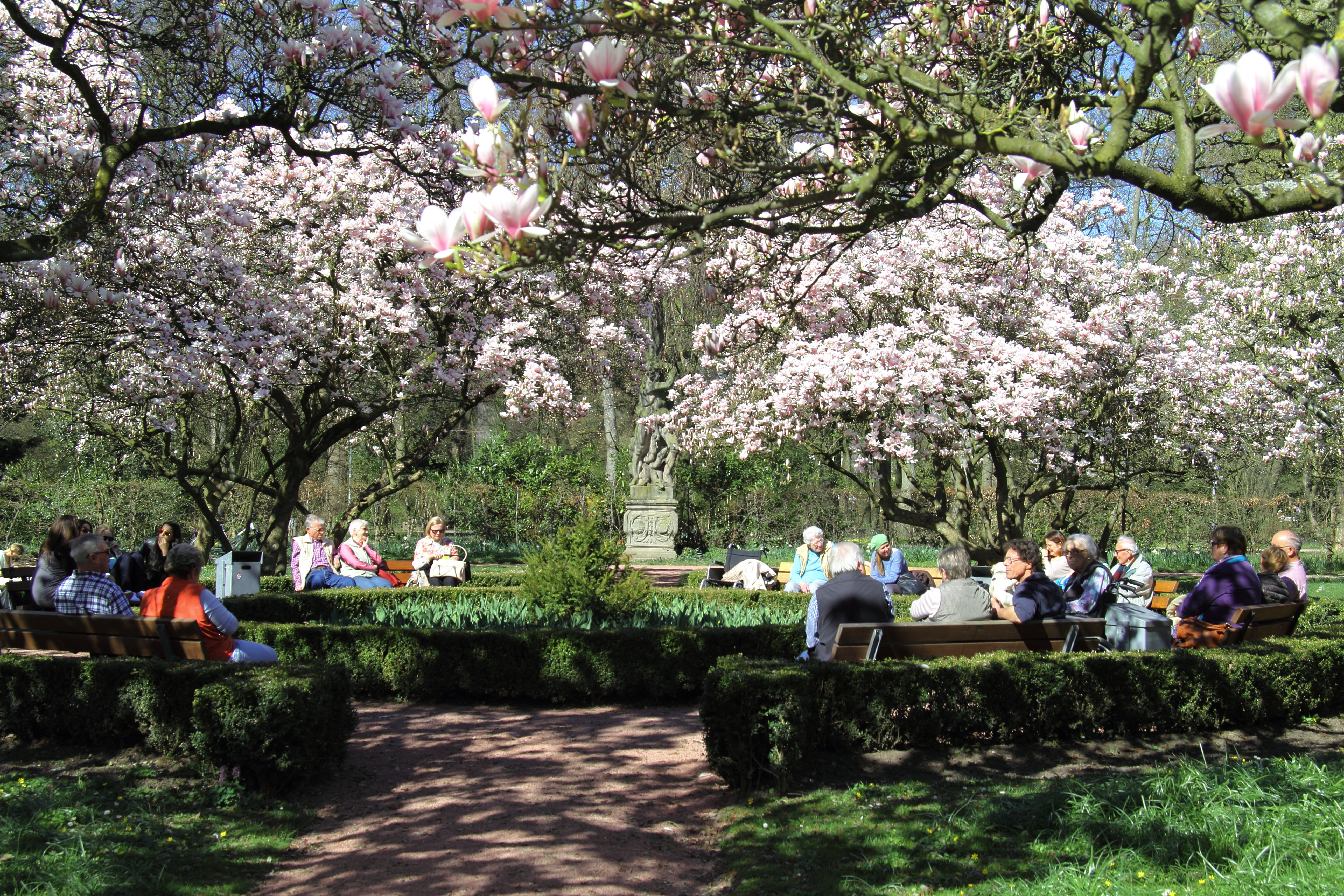

Während der kurzen Blütezeit der Magnolien etwa März oder April stellt der Hain eine große Attraktion für Erholungssuchende und Fotografen dar. In unmittelbarer Nachbarschaft befinden sich die Aschaffenburger Sandkirche und das Kabarett im Hofgarten im Gebäude der ehemaligen Orangerie.